# 列利亞基 (日梅林卡區)
49°4′11″N 28°7′43″E / 49.06972°N 28.12861°E
列利亞基（烏克蘭語：Леляки），是烏克蘭的村落，位於該國西南部文尼察州，由日梅林卡區負責管轄，面積0.83平方公里，海拔高度309米，2001年人口707，人口密度每平方公里853.86人。